# David Perlov
David Perlov  (hebreo: דוד פרלוב) (Río de Janeiro, 9 de junio de 1930 - Tel Aviv, 13 de diciembre de 2003) fue un director de cine documental israelí de origen judeo-brasileño.

## Biografía

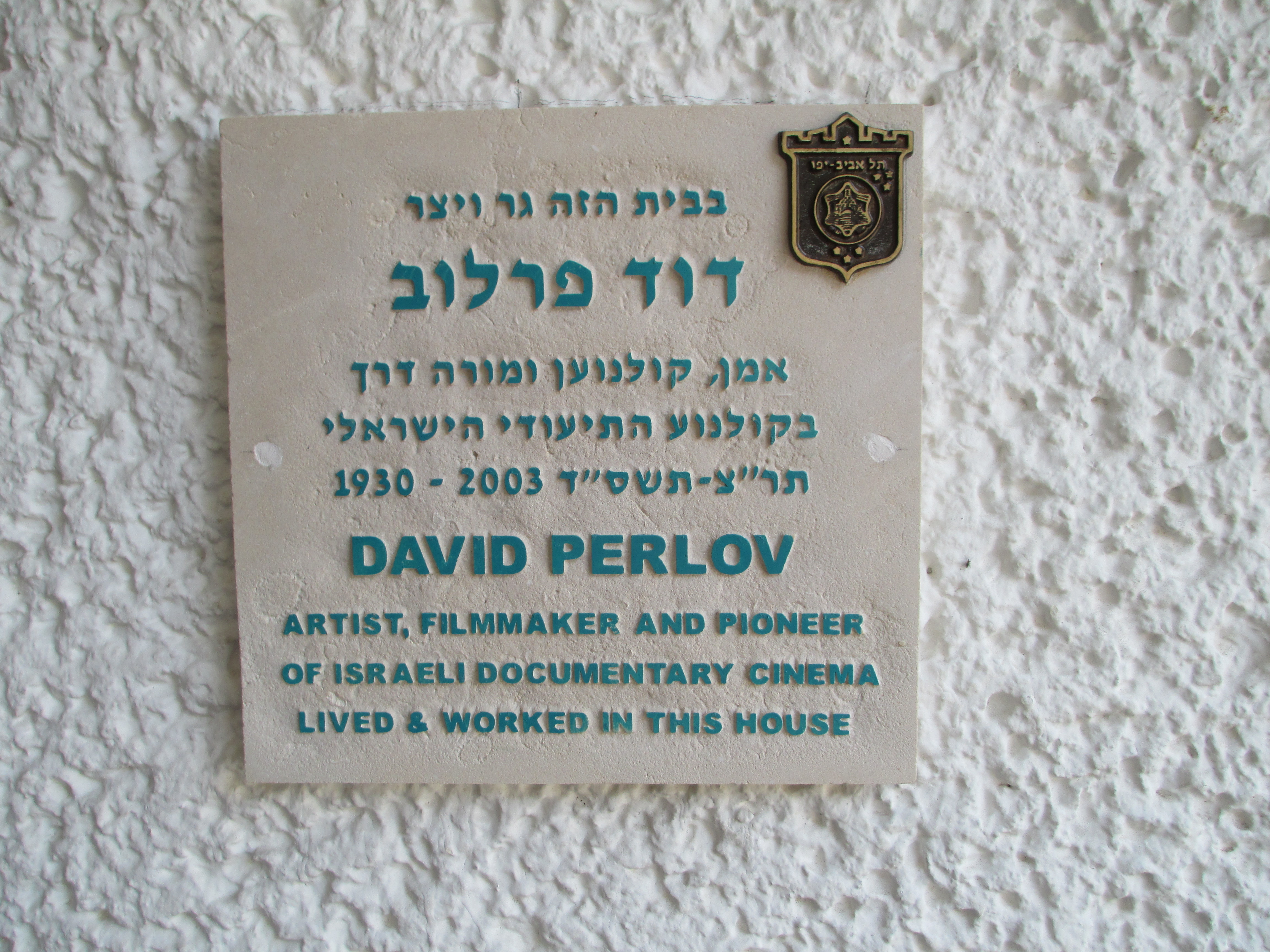
Placa conmemorativa en Tel-Aviv

David Perlov nació en Río de Janeiro y creció en Belo Horizonte. A los diez años se fue a vivir con su abuelo a São Paulo. A los veintidós, se mudó a París y trabajó como proyeccionista para la recientemente inaugurada Cinematheque.
En 1957, realizó su primer cortometraje, Tante chinoise, basándose en los dibujos de una chica burguesa de doce años que encontró en el sótano de la casa en que residía en París. Al año siguiente, en 1958, Perlov emigró a Israel, instalándose con su mujer Mira en el Kibutz Bror Hayil. Juntos tuvieron dos hijas mellizas, Yael y Naomi.

## Carrera cinematográfica
En 1963, Perlov filmó un documental de 33 minutos llamado En Jerusalem (בירושלים, Be-Yerushalayim). La película se convirtió en una de las más importantes del cine documental israelí. A pesar de que en 1972 Perlov ya contaba con dos largometrajes estrenados (La Píldora y 42:6), sus propuestas fueron rechazadas repetidamente por la Autoridad de Radiodifusión de Israel y el consejo de cine israelí, que encontraba su trabajo demasiado "lírico". En mayo de 1973, Perlov compró una cámara de 16 mm y emprendió la grabación de su vida cotidiana junto a los dramáticos acontecimientos que caracterizaron aquella época en el país. Por momentos sin fondos, de a ratos con escasos fondos, continuó esta empresa durante diez años hasta que Channel 4 de la televisión británica mostró interés en el proyecto en 1983. Todo ello resultó en la materialización de la película Diario (Yoman; יומן), estrenada ese mismo año.
Desde 1973 Perlov enseñó en el departamento de cine y televisión de la Universidad de Tel Aviv.

## Premios y reconocimiento
En 1999, la obra de David Perlov fue reconocida con el Premio Israel por su contribución al cine.